# Danuta Krełowska
Danuta Anna Krełowska z domu Filipiak (ur. 26 października 1946 we Włocławku) – polska bibliotekarka, polonistka, publicystyka i działaczka kulturowa.

## Życiorys

### Rodzina i pochodzenie
Urodziła się we Włocławku w rodzinie Teodora Filipiaka (1914-1978) i Marii Ireny z Dowmontów (1913-2007). Jej dziadkami od strony matki byli fotograf Władysław Dowmont i działaczka społeczna Feliksa z Szumańskich Dowmont. Irena Filipiak kontynuowała prowadzenie warsztatu fotograficznego ojca, aż do przejścia na emeryturę w 1991 roku. Dowmont pochodził ze średniowiecznej, szlacheckiej rodziny litewskich kniaziów pieczętującej się herbem Pogoń. Zarówno w rodzinie Dowmontów jak i Szumańskich istniały żywe tradycje patriotyczne. Władysław Dowmont został wygnany z Kowna za szerzenie polskości na Litwie. Pradziadek Danuty Krełowskiej, piekarz i handlarz Teofil Szumański (1842-1925) brał razem ze swoim bratem Karolem (1845-1924) udział w powstaniu styczniowym. Rodzona siostra Ireny Filipiak, Danuta Dowmont należała w czasie II wojny światowej do Związku Walki Zbrojnej-Armii Krajowej, za co w 1944 roku została rozstrzelana we Lwowie. Bliskim krewnym Danuty Krełowskiej był także pilot Polskich Sił Powietrznych w Wielkiej Brytanii Tadeusz Rafał Skierkowski (1916-1942). Prababka Danuty Krełowskiej, Marianna (Maria) Szumańska (1853-1894) pochodziła ze starych, mieszczańskich rodzin włocławskich - Puchalskich i Bojańczyków.

### Edukacja
Od dzieciństwa przejawiała zainteresowania literackie. W latach 1960–1964 uczęszczała do Liceum Ziemi Kujawskiej we Włocławku. W latach 1964–1969 studiowała filologię polską na Wydziale Humanistycznym Uniwersytetu Mikołaja Kopernika w Toruniu. Następnie uczęszczała zaocznie na studia podyplomowe z Bibliotekoznawstwa i Informacji Naukowej na Uniwersytecie im. Adama Mickiewicza w Poznaniu.

### Kariera zawodowa

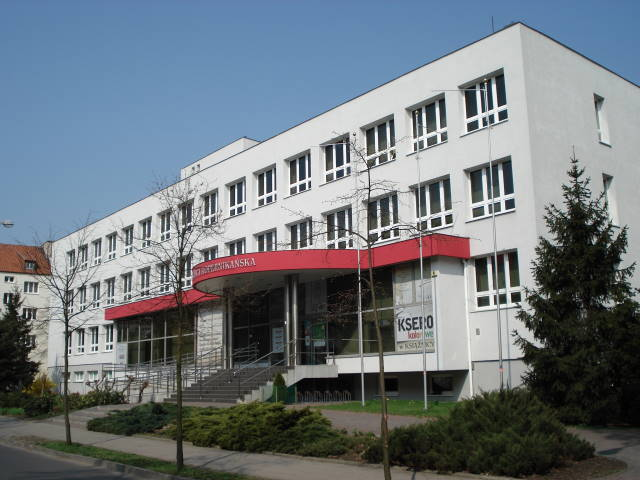
Siedziba główna Książnicy Kopernikańskiej w Toruniu

Po ukończeniu studiów na UMK w 1969 r. rozpoczęła pracę w Wojewódzkiej Bibliotece Publicznej w Toruniu, od 1975 r. połączonej z Książnicą Kopernikańską. Pracowała w działach instrukcyjno-metodycznym i informacyjno-bibliograficznym. Pracę w tym drugim dziale określa jako najbardziej satysfakcjonujący etap jej kariery zawodowej. Następnie została zastępcą dyrektora Książnicy Kopernikańskiej. Jako bibliotekarka Książnicy Kopernikańskiej organizowała liczne wystawy popularyzujące literaturę piękną połączone z tematycznymi prelekcjami, kierowanymi do bibliotekarzy, uczniów szkół średnich oraz słuchaczy Letniej Szkoły Języka Polskiego i Uniwersytetu Trzeciego Wieku. Sama prowadziła wykłady. Współorganizowała ważne konferencje naukowe, takie jak XXX Międzynarodowa Konferencja Teoretyków i Praktyków Bibliotekarstwa ABDOS 2001. W 2005 r. przeszła na emeryturę.
Danuta Krełowska przez 5 lat prowadziła wykłady z roli literatury pięknej w pracy bibliotekarza i zarządzania biblioteką na I i II roku studiów z Bibliotekoznawstwa i Informacji Naukowej na Wydziale Humanistycznym Uniwersytetu Mikołaja Kopernika w Toruniu. Przez 9 lat prowadziła też zajęcia z literatury polskiej i obcej na Zaocznym Pomaturalnym Studium Bibliotekarskim w Toruniu.
Jest członkinią Stowarzyszenia Bibliotekarzy Polskich oraz Towarzystwa Bibliofilów im. J. Lelewela w Toruniu. Od 20 listopada 2015 r. należy do Rady Nadzoru Towarzystwa.

### Propagowanie spuścizny przodków
Po swoich przodkach, Danuta Krełowska odziedziczyła liczne pamiątki. Posiada m.in. kolekcję fotografii sięgającą drugiej połowy XIX wieku. Oprócz zdjęć rodowych, są to m.in. prace jej dziadka Dowmonta i jego nauczyciela Karola Szałwińskiego. Kolekcję tę opublikowała on-line w ramach projektu Biblioteka Kolekcji Prywatnych, prowadzonego przez Międzynarodowe Centrum Zarządzania Informacją. Pamiątki po Władysławie, Feliksie i Danucie Dowmont zostały wykorzystane przy okazji wystawy towarzyszącej konferencji pt. Niepodległa w Kulturze: kultura Kujaw i Pomorza w okresie międzywojennym, zorganizowanej przez Danutę Krełowską i jej syna Zbigniewa w Książnicy Kopernikańskiej z okazji 100-lecia odzyskania przez Polskę niepodległości

### Publicystyka
Danuta Krełowska prowadzi także działalność publicystyczną. Wydała następujące publikacje:
- Vtoraâ mirovaâ vojna v sovetskoj i pol'skoj literature, 1987 (wspólnie z Janiną Hupptenthal i Bogumiłą Masłowską, tł. Ryszard Konieczny)
- Jan Parandowski: życie i twórczość, 1989
- Zabezpieczanie i ochrona zbiorów bibliotecznych: materiały z konferencji zorganizowanej przez Wojewódzką Bibliotekę Publiczną i Książnicę Miejską im. Mikołaja Kopernika w Toruniu w dniach 21-22 kwietnia 1994 roku, 1995 (wspólnie z Lidią Plutą i Krystyną Wyszomirską)
- Potrzeba kreacji: obrazy Marii Dąbrowskiej, 1997
- Ryszard Dorożyński (1939-1998) dyrektor WBP i Książnicy Miejskiej im. M. Kopernika w Toruniu, 2000
- Alojzy Tujakowski - nowy patron jednej z ulic Torunia, 2005
- Janina Huppenthal 1928-2013, 2013[19]

Należała do komitetu redakcyjnego czasopisma naukowego Folia Toruniensia wydawanego przez Wojewódzką Bibliotekę Publiczną - Książnicę Kopernikańską w Toruniu. Oprócz tego pisywała komunikaty do Biuletynu EBIB.

## Odznaczenia
Za swoją działalność na polu bibliotekoznawstwa i kultury otrzymała w 1999 roku na wniosek Ministra Zdrowia i Opieki Społecznej Srebrny Krzyż Zasługi. Została odznaczona także Odznaką „Zasłużony Działacz Kultury”.

## Życie prywatne
W czasie studiów wyszła za mąż za astronoma Jacka Krełowskiego (ur. 1946). Para ma dwóch synów: radcę prawnego, odznaczonego brązowym Krzyżem Zasługi Krzysztofa Jerzego Krełowskiego (ur. 1970) oraz informatyka i przedsiębiorcę Zbigniewa Mikołaja Krełowskiego (ur. 1972).